# Hadena albostriata
Hadena albostriata är en fjärilsart som beskrevs av Druce 1911. Hadena albostriata ingår i släktet Hadena och familjen nattflyn. Inga underarter finns listade i Catalogue of Life.